# Sylvia Sidney
Pour les articles homonymes, voir Sidney.

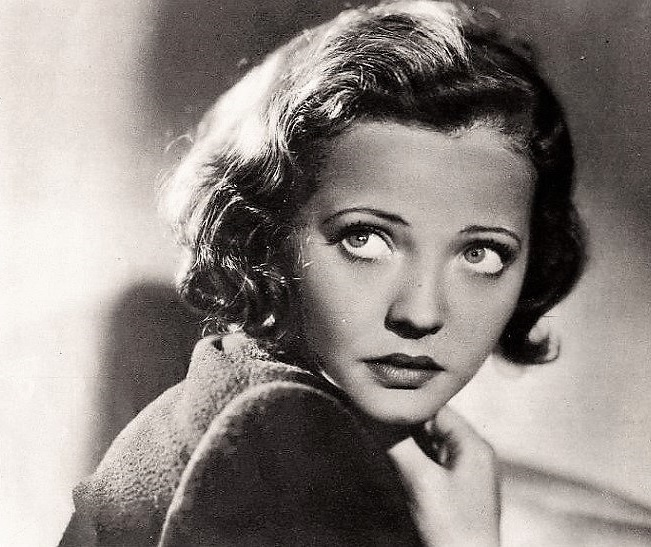
Sylvia Sidney en 1936.

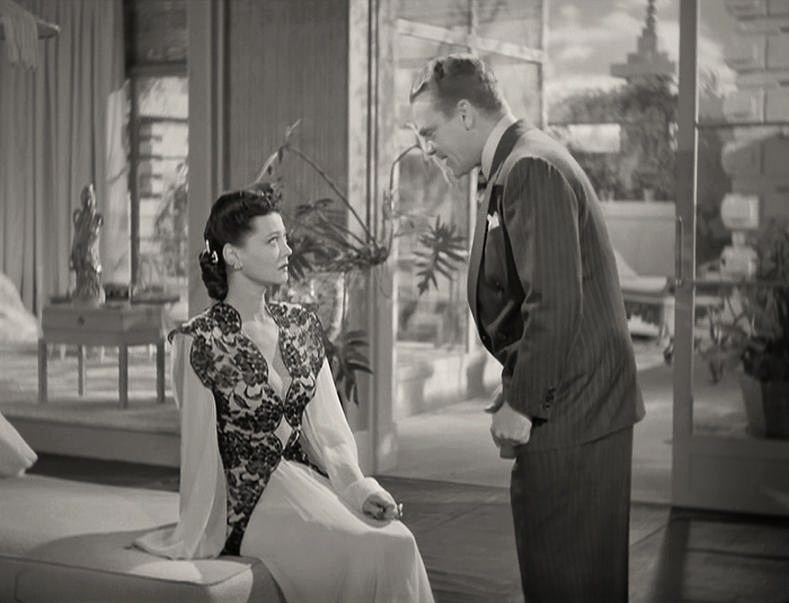
Avec James Cagney dans Du sang dans le soleil (1945).

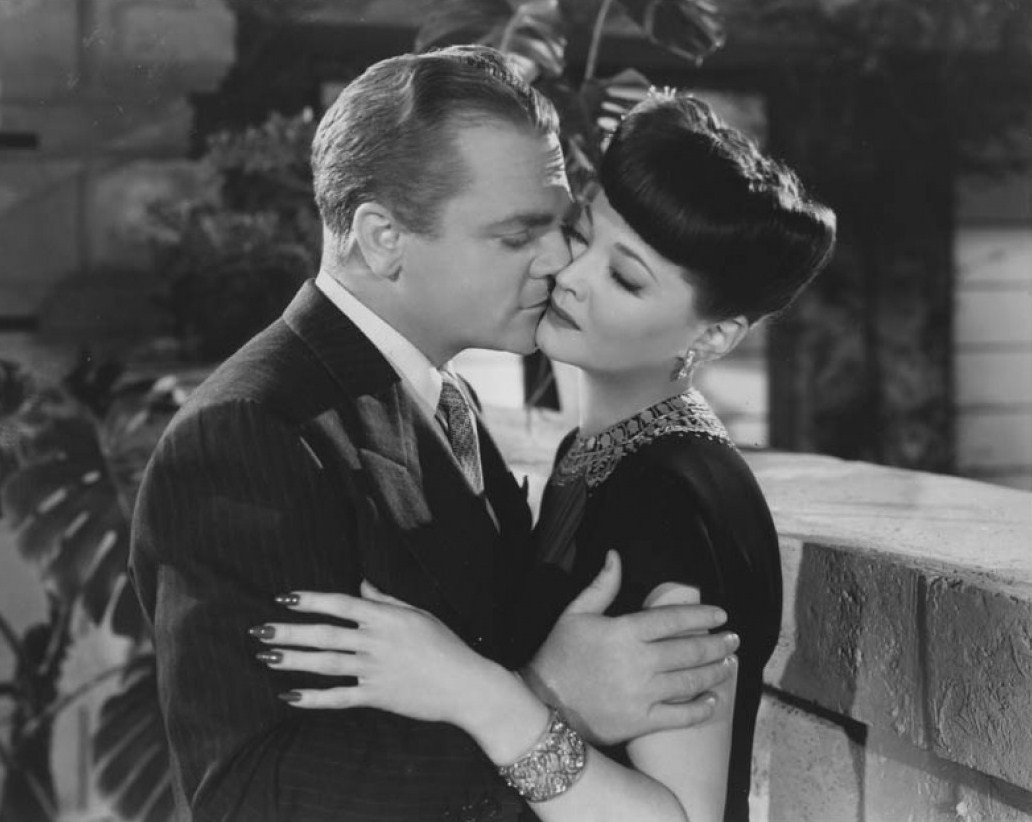
Avec James Cagney dans Du sang dans le soleil (1945).

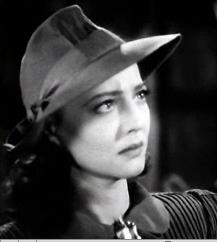
Sylvia Sidney dans la bande annonce de L'Amour et la Bête (1941).

Sylvia Sidney est une actrice américaine née le 8 août 1910 dans le Bronx, New York, et morte le 1er juillet 1999 dans la même ville.

## Biographie
Fille d'immigrés juifs venus de Russie et Roumanie, elle joue sur scène à Washington à seize ans avant de se faire remarquer à Broadway. Engagée par le prestigieux studio Paramount en 1931, elle côtoie Marlene Dietrich, Carole Lombard, Kay Francis, Mae West, Claudette Colbert, autres stars féminines de la firme dans les années trente.
Selon Christian Viviani, elle « suggère idéalement la jeune fille d'origine pauvre, en détresse, type classique du cinéma muet qu'elle prolongea pour un temps ». Spécialisée dans les rôles de victimes comme Fay Wray, elle trouve son meilleur rôle dans cette veine en interprétant une mère célibataire dans Jennie Gerhardt (1933) d'après Theodore Dreiser. Elle s'illustre également dans Madame Butterfly, Mary Burns, la fugitive, Princesse par intérim, Du sang dans le soleil, ...
Elle enchaîne les collaborations prestigieuses avec Rouben Mamoulian (Les Carrefours de la ville), Josef von Sternberg (Une Tragédie américaine d'après Dreiser), King Vidor, Mitchell Leisen, Wesley Ruggles, Henry Hathaway (La Fille du bois maudit), Alfred Hitchcock, William Wyler, plus tard Frank Lloyd, William Dieterle et Lewis Milestone. Surtout Fritz Lang lui offre trois de ses films les plus célèbres : Furie, J'ai le droit de vivre et Casier judiciaire.
Elle mène une grande carrière de séductrice à l'écran, passant de Gary Cooper et Cary Grant à Henry Fonda, collectionnant les jeunes premiers (Fredric March, Robert Young, Herbert Marshall, Melvyn Douglas) et quelques durs (George Raft, Spencer Tracy, Humphrey Bogart, James Cagney), qui se clôt avec John Hodiak. Elle interprète aussi bien les héroïnes de Dashiell Hammett et de Victor Hugo (rôle de Fantine).
Au début des années 1950, l'actrice se consacre presque exclusivement à la télévision. Au hasard des tournages, elle croise Christopher Plummer, Lee Remick, Mary Astor (rescapée du muet), Farley Granger, George Brent ou Ronald Reagan, dirigée à l'occasion par Arthur Penn et George Roy Hill, scénarisée pour le téléfilm Escape par Bruce Geller et Gene Roddenberry. En 1985, le téléfilm Un printemps de glace, avec Gena Rowlands, Ben Gazzara et Aidan Quinn, qui traite de l'homosexualité et du S.I.D.A., est unanimement applaudi et rapporte à Sylvia Sidney un prix d'interprétation.
Au cinéma, ses participations de loin en loin au suspense Les Inconnus dans la ville (1955) et à l'horrifique Damien, la malédiction II (1978) la rappellent au souvenir des cinéphiles plus jeunes. Mais l'ancienne gloire de la Paramount est désormais plus habituée aux séries telles que Starsky et Hutch (1976), La croisière s'amuse, Magnum, Génération Pub, Diagnostic : Meurtre (1993)...
À la fin de sa carrière, sa présence dans les films Beetlejuice (1988) et Mars Attacks! (1996) de Tim Burton lui ont valu un regain de popularité. Elle apparaît pour la dernière fois à l'écran dans les sept épisodes de la nouvelle série L'Île fantastique en 1998.

## Filmographie

### Cinéma
- 1927 : Fay et Fanchette (Broadway Nights) de Joseph Boyle : Elle-même
- 1929 : Thru Different Eyes de John G. Blystone : Valerie Briand
- 1930 : Five Minutes from the Station : Carrie Adams
- 1931 : Les Carrefours de la ville (City Streets) de Rouben Mamoulian : Nan Cooley
- 1931 : Confessions of a Co-Ed (en) de David Burton et Dudley Murphy : Patricia
- 1931 : Une tragédie américaine (An American Tragedy) de Josef von Sternberg : Roberta 'Bert' Alden
- 1931 : Scène de la rue (Street Scene) de King Vidor : Rose Maurrant
- 1931 : Pénitencier de femmes (Ladies of the Big House) de Marion Gering : Kathleen Storm McNeil
- 1932 : The Miracle Man : Helen Smith
- 1932 : Merrily We Go to Hell : Joan Prentice
- 1932 : Make Me a Star : Cameo apperance (herself, at preview)
- 1932 : Madame Butterfly : Cho-Cho San
- 1933 : Pick-up : Mary Richards
- 1933 : Jennie Gerhardt de Marion Gering : Jennie Gerhardt
- 1934 : Good Dame : Lillie Taylor
- 1934 : Princesse par intérim (Thirty Day Princess) de Marion Gering : Princesse Catterina / Nancy Lane
- 1934 : La Métisse (Behold My Wife) de Mitchell Leisen : Tonita Storm Cloud
- 1935 : Accent on Youth (en) de  Wesley Ruggles : Linda Brown
- 1935 : Mary Burns, Fugitive (en) de William K. Howard : Mary Burns
- 1936 : La Fille du bois maudit (The Trail of the Lonesome Pine) de Henry Hathaway : June Tolliver
- 1936 : Furie (Fury), de Fritz Lang : Katherine Grant
- 1936 : Agent secret (Sabotage) de Alfred Hitchcock : Mrs. Verloc
- 1937 : J'ai le droit de vivre (You Only Live Once) de Fritz Lang : Joan Graham Taylor
- 1937 : Rue sans issue (Dead End) de William Wyler : Drina Gordon
- 1938 : Casier judiciaire (You and Me) de Fritz Lang : Helen Dennis
- 1939 : Dans une pauvre petite rue (One Third of a Nation) de Dudley Murphy : Mary Rogers
- 1941 :  L'Amour et la Bête  (The Wagons Roll at Night) de Ray Enright : Flo Lorraine
- 1945 : Du sang dans le soleil (Blood on the Sun) de Frank Lloyd : Iris Hilliard
- 1946 : Un fils accuse (The Searching Wind) de William Dieterle : Cassie Bowwman
- 1946 : Mr. Ace de Edwin L. Marin : Margaret Wyndham Chase
- 1947 : L'Amour d'un inconnu (Love from a Stranger) de Richard Whorf : Cecily Harrington
- 1952 : Les Misérables de Lewis Milestone : Fantine
- 1955 : Les Inconnus dans la ville (Violent Saturday) de Richard Fleischer : Elsie Braden
- 1956 : Behind the High Wall d'Abner Biberman : Hilda Carmichael
- 1973 : Summer Wishes, Winter Dreams de Gilbert Cates : Mme Pritchett
- 1976 : Meurtres sous contrôle (God Told Me To), de Larry Cohen : Elizabeth Mullin
- 1977 : Jamais je ne t'ai promis un jardin de roses (I Never Promised You a Rose Garden) de Anthony Page : Miss Coral
- 1978 : Damien : La Malédiction 2 (Damien: Omen II), de Don Taylor : Tante Marion
- 1982 : Hammett de Wim Wenders : Donaldina Cameron
- 1983 : À couteau tiré (Copkiller) de Roberto Faenza : Margaret Smith
- 1988 : Beetlejuice (Beetle Juice) de Tim Burton : Juno
- 1992 : 4 New-yorkaises (Used People) de Beeban Kidron : Becky
- 1996 : Mars Attacks! de Tim Burton : Mamie Florence Norris

### Télévision
- 1952 : Tales of Tomorrow (Série) : Natalie
- 1955-1957 : Climax! (Série) : Louella Whidron
- 1956 : Playwrights 56 (Série) : Sophie
- 1957-1958 : Playhouse 90 (Série) : Lulu Morgan / Mme Golden / Mme Kramer
- 1960 : General Electric Theater (Série) : Gloria Roma
- 1961 : Naked City (Série) : Florence
- 1961 et 1964 : Route 66 (Série) : Hannah Ellis / Lonnie
- 1962 : Les Accusés (The Defenders) (Série) : Adela Collins
- 1963 : The Eleventh Hour (en) (Série) : Mme Arnold
- 1964 : The Nurses (Série) : Mme Sands
- 1969 : Mes trois fils (My Three Sons) (Série) : Miss Houk
- 1971 : Do Not Fold, Spindle, or Mutilate (téléfilm) : Elizabeth Gibson
- 1975 : The Secret Night Caller (téléfilm) : Kitty
- 1975 : Winner Take All (téléfilm) : Annie Barclay
- 1975-1976 : Ryan's Hope (Série) : Sœur Mary Joel
- 1976 : La maison de l'amour et de la mort (Death at Love House) (téléfilm) : Clara Josephs
- 1976 : Starsky et Hutch (Série) : Olga Grossman
- 1976 : Raid sur Entebbe (Raid on Entebbe) (téléfilm) : Dora Bloch
- 1977 : Snowbeast (téléfilm) : Mme Carrie Rill
- 1977 : Huit, ça suffit ! (Eight Is Enough) (Série)
- 1978 : Siege (téléfilm) : Lillian Gordon
- 1978 : WKRP in Cincinnati (Série) : Mama Carlson
- 1979 : Supertrain (Série) : Agatha
- 1979 : California Fever (Série) : Mère
- 1980 : The Gossip Columnist (téléfilm) : Alma Lewellyn
- 1980 : F.D.R.: The Last Year (téléfilm) : Cousine Polly
- 1980 : The Shadow Box (téléfilm) : Felicity
- 1981 : La croisière s'amuse (The Love Boat) (Série) : Natalie
- 1981 : A Small Killing (téléfilm) : Sadie Ross
- 1982 : Having It All (téléfilm) : Marney
- 1983 : The Brass Ring (téléfilm) : La grand-mère
- 1983 : Magnum (Série) : Elizabeth Barrett
- 1984 : Domestic Life (Série) : Mme Moskewicz
- 1984 : Les Petits Génies (Whiz Kids) (Série) : Dolly
- 1984 : Trapper John. M.D. (Série) : Mildred Prosser
- 1985 : Finnegan Begin Again (téléfilm) : Margaret Finnegan
- 1985 : Un printemps de glace (An Early Frost) (téléfilm) : Beatrice McKenna
- 1986 : Morningstar/Eveningstar (Série) : Binnie Baylor
- 1987 : Pals (téléfilm) : Fern Stobbs
- 1988 : Dear John (Série) : Mme Lumenski
- 1989 : Equalizer (Série) : Une juge
- 1989 : Génération Pub (Thirtysomething) (Série) : Rose Waldman
- 1990 : Parole de sorcière (The Witching of Ben Wagner) (Série) : Grammy (Grand-mère de Regina)
- 1990 : Andre's Mother (Série) : Mme Flanner / La grand-mère d'André
- 1990 : Equal Justice (Série) : Mme Rogan
- 1991 : The Man in the Family (Série) : Mme Panetta
- 1993 : Diagnostic : Meurtre (Diagnosis: Murder) (Série) : Alice
- 1998 : L'Île fantastique (Fantasy Island) (Série) : Clia

## Récompenses et distinctions
- Golden Globe Award : Meilleure actrice dans un second rôle dans une série, une minisérie ou un téléfilm en 1986 pour Un printemps de glace.